# Barry Windsor-Smith
Barry Windsor-Smith   (Londres, 25 de maig de 1949) conegut popularment com a Barry Smith, és un dibuixant de còmics i il·lustrador britànic que ha editat la seva obra més coneguda als Estats Units. El seu reconeixement internacional va arribar com a dibuixant de Conan el Bàrbar, de Marvel Comics, en l'etapa compresa entre 1970 i 1974, on va introduir el seu peculiar estil, plagat de diverses influències artístiques, especialment dels prerrafaelistas.

## Biografia
Barry Windsor-Smith va néixer Barry Smith el 25 de maig de 1949 a Forest Gate, East End de Londres. Va mostrar habilitats artístiques a una edat primerenca i va practicar el dibuix copiant obres d'art de Wally Wood a Mad revista i les obres de Leonardo da Vinci, sense tenir en compte el que es considerava o no belles arts. Els seus pares el va ajudar a seguir una educació artística i va assistir a l'East Ham Technical College durant tres anys, obtenint títols en Disseny Industrial i Il·lustració.
En 1968 va viatjar a New York i es va presentar a les oficines de Marvel Comics, impressionant notablement a Roy Thomas, que li va encarregar un nombre de X-Men, historieta que va haver de dibuixar als bancs dels parcs per haver-se quedat sense diners. El resultat, no obstant això, va procurar a Windsor-Smith més treballs per Marvel, encara que realitzats des de Regne Unit en acabar el seu permís de treball.
Conegut inicialment com a Barry Smith, el seu vertiginós èxit es va deure al seu treball com a dibuixant principal de la sèrie Conan el Bàrbar, una adaptació del personatge literari de Robert I. Howard. Inicialment el seu dibuix entroncava amb l'estil de Jack Kirby, però en tan sols dos anys va evolucionar fins a una forma única i original, que bevia dels prerrafaelistas com Edward Burne-Jones o Dante Gabriel Rossetti. Històries curtes com a Claus vermells, La Torre de l'Elefant o La filla del gegant gelat destaquen pel seu preciocisme i originalitat.
Posteriorment es va allunyar una mica del món de la historieta per apropar-se a la il·lustració, al mateix temps que començava a utilitzar el seu nom complet, i obtenia el permís residencial als Estats Units. Juntament amb Jeff Jones, Mike Kaluta i Bernie Wrightson van formar The Studio, el treball dels quals es reflectiria amb un llibre homònim publicat en 1979 per Dragon Dreams.
Va tornar a Marvel en els 80 i va treballar en Iron Man i Weapon X entre d'altres, donant vida també a un concepte innovador de l'origen de Lobezno.
En 1991 es va convertir en director creatiu de Valiant Comics, on va aconseguir que l'editorial aconseguís un enorme nivell artístic i un innegable èxit de vendes de títols com Shadowman, Archer and Armstrong, Eternal Warrior, Bloodshot o Turok, en alguns dels quals va treballar directament.
Després de la seva sortida de Valiant, Windsor-Smith va treballar a Dark Horse, on dona vida a Barry Windsor-Smith: Storyteller, un projecte que contenia tres línies argumentals diferents: The Paradoxman, Joves déus, i The Freebooters. D'una temàtica insòlita, i un tractament perfecte, el seu reconeixement no va reflectir-se en les vendes, de manera que no va superar els 9 exemplars. Així i tot, aquestes històries tenen ofertes de continuïtat, i de fet Fantagraphics Books ha publicat diverses històries relacionades amb aquests arcs argumentals, entre les quals destaca Adastra a Àfrica, el personatge protagonista de Joves déus.
Barry Windsor-Smith ha rebut nombrosos premis del món del còmic.